# 七殺手
《七殺手》為古龍晚期作品，常被誤為是《七種武器》的第七個故事，為誤傳。1973年6月香港〈武俠春秋〉169期連載完畢（當時《七種武器》甚至第一部長生劍都還沒動筆。），1973年南琪出版，1974年2月收入南琪《武林七靈》（即《七種武器》）列於《長生劍》和《孔雀翎》之後。1979年1月至4月〈武俠春秋〉二度連載，標為「七種武器之七」，1990年代風雲時代修改結尾而與青龍會連結，列為「七種武器之七」。

《七殺手》，天地圖書出版社版本，1998年出版

## 主要人物
- 柳長街：富有正义感。做事不按常理，往往可以出奇制胜。
- 秋橫波：龙五的妻子，心狠手辣，善于伪装。一直以胡月儿的身份出现。

## 次要人物
- 龍五：行蹤常在雲霄外，天下英豪他第一。
- 胡力：江湖中最老的一條老狐理。江湖中眼皮最雜，人頭最熟的人。不但有雙銳利的眼睛，還有個任何人都比不上的頭腦。他從未看錯過任何人，也從未看錯過任何事——他的判斷從未有一次錯誤過。他並沒有真的戴過紅纓帽，吃過公門飯，但卻是天下第一名捕。

## 小說目錄
1. 奇人之約
2. 苦肉之計
3. 月兒彎彎照長街
4. 不是人的人
5. 相思令人老
6. 人中之龍
7. 空手擒龍
8. 天網恢恢

## 改編作品

### 電影
《大內神捕》：1987年香港邵氏電影，林義雄導演，並由連偉健、顧冠忠主演。